# مالکوم یانگ
مالکِم یانگ (به انگلیسی: Malcolm Young) (۶ ژانویه ۱۹۵۳–۱۸ نوامبر ۲۰۱۷) موسیقی‌دان و گیتاریست اهل استرالیا بود که بیشتر به‌عنوان بنیان‌گذار، آهنگ‌ساز، ترانه‌سرا و گیتاریست گروه معروف راک ای‌سی/دی‌سی (به انگلیسی: AC/DC) شناخته می‌شد.
مالکوم که فرزند یک خانوادهٔ پرجمعیت با ۷ خواهر و برادر بود در گلاسکو به‌دنیا آمد و در سال ۱۹۶۳ به همراه خانواده‌اش به سیدنی استرالیا مهاجرت کرد.
اِی‌سی/دی‌سی یک گروه بسیار معروف هارد راک (هرچند برادران یانگ تأکید دارند سبک کارشان راک اند رول می‌باشد) است که در نوامبر سال ۱۹۷۳ توسط مالکوم و برادر کوچکترش انگِس در شهر سیدنی استرالیا شکل گرفت. برادران یانگ نوازندهٔ گیتار الکتریک هستند (ملکوم نوازندهٔ گیتار ریتم است و انگوس نوازندهٔ گیتار لید). هر دو برادر جزو اعضای ثابت گروه باقی ماندند تا اینکه بیماری ملکوم باعث جدایی او از گروه در سال ۲۰۱۴ شد.
ای‌سی/دی‌سی بزودی با ترکیب انگوس یانگ (لیدگیتار)، مالکوم یانگ (لید گیتار)، کالین برگرز (درامز)، لری ون کریدت (باس) و دیو اوانس (خواننده) کارش را شروع کرد.
اولین تک‌آهنگ ای‌سی/دی‌سی «من می‌تونم کنارت بشینم دختر؟» بود که بعدها با اجرای بان اسکات (خوانندهٔ بعدی گروه) هم دوباره ضبط شد.
مالکوم یانگ در تاریخ ۱۸ نوامبر ۲۰۱۷ بعد از سه سال رنج بردن از بیماری دمانس (زوال عقل) در گذشت.